# Alte Pfarrkirche Kirchham

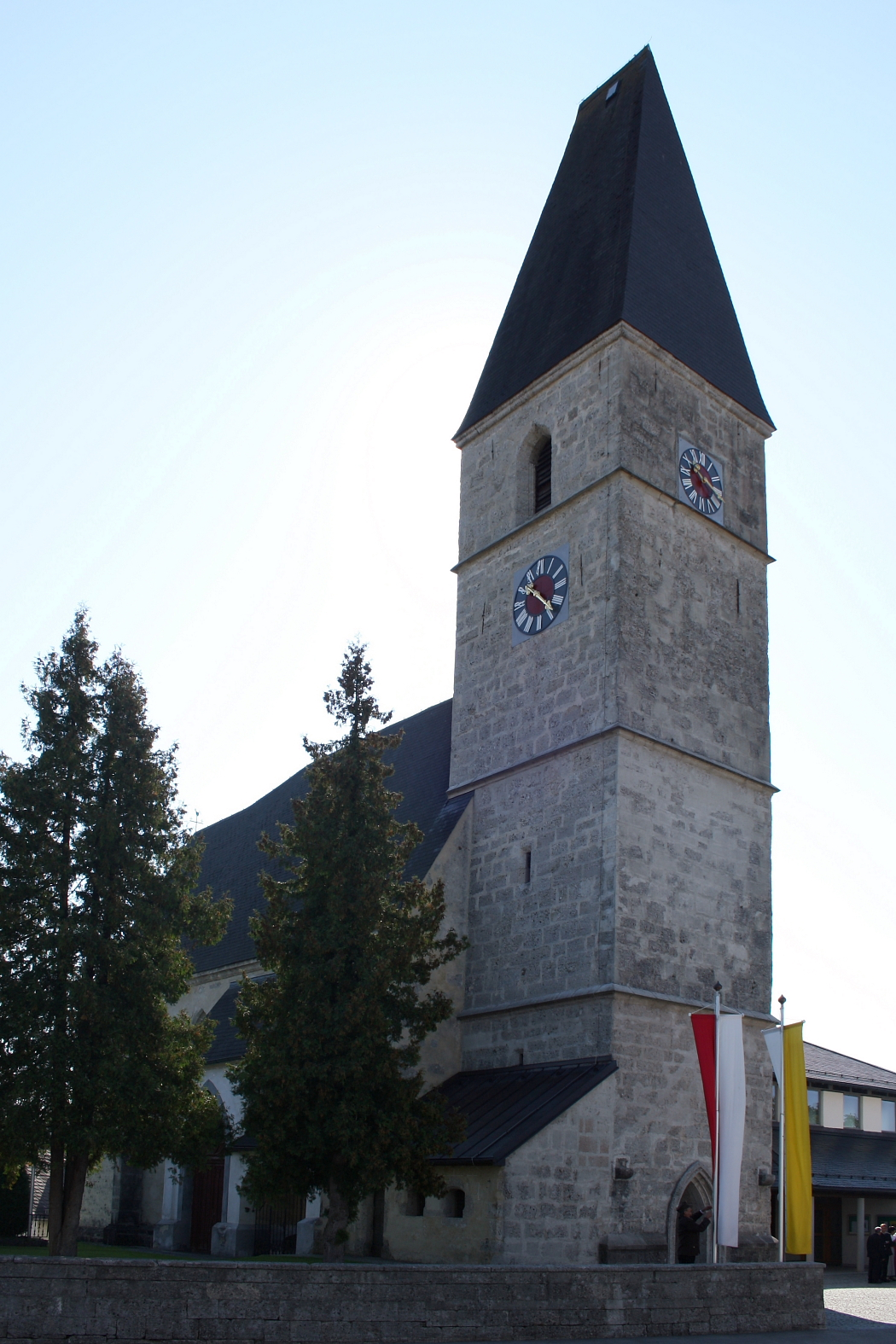
Alte Katholische Pfarrkirche hl. Laurentius in Kirchham

Die Alte Pfarrkirche Kirchham steht in der Gemeinde Kirchham im Bezirk Gmunden in Oberösterreich. Die dem Patrozinium hl. Laurentius von Rom unterstellte ehemalige Pfarrkirche gehört zum Dekanat Pettenbach in der Diözese Linz. Die Kirche und die ehemalige Friedhofsfläche stehen unter Denkmalschutz (Listeneintrag).

## Geschichte
Die Kirche wurde im Jahr 1249 erstmals urkundlich erwähnt. Die spätgotische Hallenkirche stammt aus dem letzten Viertel des 15. Jahrhunderts. 1997/1998 wurde mit einem Foyer baulich verbunden die Neue Pfarrkirche Kirchham dazugebaut.

## Kirchenbau
Kirchenäußeres
Die Kirche ist eine spätgotische Hallenkirche mit Westturm, der ein Keildach hat. Im südlichen Chorwinkel liegt die sternrippengewölbte Sakristei. Das West- und das Nordportal sind spätgotisch. Dem Nordportal ist eine netzrippengewölbte Vorhalle vorgestellt.
Kircheninneres
Die Kirche hat ein einschiffiges, 3½-jochiges Langhaus. Der eingezogene, 2½-jochige Chor endet im 5/8-Schluss. Sowohl Langhaus als auch der Chor sind netzrippengewölbt. Das Gewölbe im Langhaus ist jenem in der Pfarrkirche Gschwandt bei Gmunden sehr ähnlich. Die Westempore ist dreiachsig und zwei Mal leicht gebrochen. Sie ruht auf Sternrippengewölbe.

## Ausstattung
Das Sakramentshaus ist aus Stein und mit reichem Maßwerk verziert. Der Taufstein ist gotisch. Der Hochaltar ist im neugotischen Stil. Dahinter ist ein Gemälde von Johann Payrhueber aus der Mitte des 18. Jahrhunderts. Für die Seitenaltäre wurden barocke Teile verwendet. Die Figuren und die Altarbilder stammen aus neuerer Zeit. Die Kanzel und das Oratorium wurden um 1700 geschaffen. Aus der Mitte des 18. Jahrhunderts stammen die barocken Kreuzwegbilder. Auf der Westempore sind zwei barocke Bilder aus der ersten Hälfte des 18. Jahrhunderts.